# Ma (deessa)
Ma (en grec antic Μᾶ) era una deessa venerada sobretot a Comana, a Capadòcia. El seu nom significa "mare". Tenia els epítets de "Portadora de la victòria" i "Invencible". Era una Gran Mare o Deessa mare, però també una deessa guerrera.
Va ser la deessa més important de Capadòcia, i també de la regió del Pont, on la ciutat de Comana del Pont tenia un temple dedicat a ella molt important, segons diu Estrabó. A Comana de Capadòcia hi tenia dedicat un temple on hi havia un sacerdot i una sacerdotessa en cap que a més governaven la ciutat, i una gran quantitat d'esclaus al servei del temple (hieròduls) i també moltes persones dedicades al culte de la divinitat. Quan Estrabó va visitar Comana hi havia uns 6.000 esclaus al servei del temple, entre homes i dones.
Ma estava associada als ritus de pas de l'adolescència a l'edat adulta, i durant els festivals en el seu honor, que se celebraven cada dos anys, els joves d'ambdós sexes practicaven la prostitució sagrada. També se la identificava com a deessa de la lluna, associada a un déu lunar de Capadòcia anomenat Men.
Els soldats de l'exèrcit de Sul·la, i també els presoners que va fer quan va envair el territori, van portar el culte a Roma, on es va assimilar a Bel·lona, una divinitat consagrada a la guerra. Plutarc diu que Sul·la va tenir un somni on se li va aparèixer Ma prometent-li la victòria l'any 88 aC, i mostrant-li un llamp que portava la destrucció de l'exèrcit enemic.
Ma s'ha identificat amb altres deïtats per la seva funció. Se l'ha comparat amb Cíbele, com a Gran Mare, i amb Bel·lona. Els grecs la comparaven amb la deessa Enió i també amb Atena. Plutarc deia que era semblant a Sèmele. Es venerava a Macedònia juntament amb altres deïtats estrangeres.
La fusió entre la deessa anatòlica Ma i la deessa grega, Enió (Ma-Enió), es va convertir en la gran deessa d'Anatòlia, amb el famós temple de Comana, com a lloc principal, on se celebraven els ritus sagrats. Va assimilar atribucions de deessa de la natura. Estrabó descriu amb detall el temple, tal com era al seu temps.